# Dragonlance
A Dragonlance (magyarul: Sárkánydárda-krónikák) egy fantasyregényekből álló nagy sorozat (több mint 190 regényből áll), ezek mellett létezik egy Dragonlance Világleírás című kiegészítő kötet a Dungeons & Dragons szerepjátékhoz. Az első regény 1984-ben jelent meg. Laura és Tracy Hickman alkották meg a Dragonlance alapjait, amikor kocsijukkal a TSR kiadóhoz tartottak, hogy jelentkezzenek egy munkára. A TSR-nél Tracy találkozott későbbi írótársával, Margaret Weisszel, és néhány további ember társaságában összeültek, hogy játsszanak a Dungeons & Dragons-zal. Az ott lejátszott kalandokat játékmodulok formájában adták ki, amik az Őszi Alkony Sárkányai, az első Dragonlance-regény alapjaivá váltak. A könyvek többsége Ansalonon, egy kis kontinens különböző területein játszódik, néhányuk pedig a kevésbé ismert, Ansalon-tól északra elhelyezkedő Taladas-on.

## Történet és befolyások
A sorozatot eredetileg a TSR adta ki, az 1980-as évek elejétől közepéig, az Advanced Dungeons & Dragons játék kiegészítéseként. Jelenleg a TSR-t 1997-ben felvásárló Wizards of the Coast (WotC) adja ki a Dragonlance regényeket. 2001-ben a WotC szerződést kötött a Sovereign Press-szel, melynek értelmében a Sovereign Press adhatta ki a további könyveket. Az első ilyen kötet a 2003-as Dragonlance Campaign Setting (Dragonlance Világelírás) volt, ami az új, 3. kiadású Dungeons & Dragons szabályrendszerét használta. 2007. április 23-án Weis bejelentette, hogy nem újították meg a szerződést, és a WotC csak év végétől adhat Dragonlance-hoz kapcsolódó szabálykönyveket, amikor újra az övék lesz a kiadás joga.
A Dragonlance volt az első kitalált világ, amit kifejezetten egy szerepjátékhoz terveztek. A Dragonlance előtt a kitalált világok játékosok által tervezettekből(Greyhawk), már létező világok továbbfejlesztéséből, vagy a valós világon alapulókból álltak. A Dragonlance sikere bátorságot adott a szerepjátékok tervezőinek, hogy további világokat találjanak ki, és kiadjanak hozzájuk kapcsolódó köteteket(Ravenloft).
A Dragonlance legfontosabb könyveit Margaret Weis és Tracy Hickman írta, de sok másik író is alkotott ebben a világban, például Richard A. Knaak, Douglas Niles, Roger E. Moore, Don Perrin, Jean Rabe, Paul B. Thompson, Tonya C. Cook, Michael Williams, Nancy Varian Berberick és Chris Pierson.
A regények nem csak az íróknak adtak ihletet, hanem zenekaroknak is. A Nightwish Wishmaster című száma Raistlin és Dalamar kapcsolatán (mester és tanítvány) alapul. Ugyanennek a zenekarnak egy másik száma, a Wanderlust a surranók vándorlás utáni vágyát dolgozza fel. A Lake of Tears nevű svéd banda 1997-es, „Crimson Cosmos” című albumán szerepel egy „Raistlin and the Rose” című szám. A német Blind Guardian pedig 2002-ben jelentetett meg egy albumot („A Night at the Opera”), amin szintén szerepel egy szám, ami Raistlin történetén alapul („The Soulforged”).

## Fő történetszál
A Negyedkor
A Dragonlance története 300 évvel az Összeomlás után játszódik, amikor az istenek megharagudtak a Papkirályra, és egy tüzes hegyet hajítottak Istar birodalmára, átformálva ezzel Krynn felszínét. Krynn népei szerint ez annak a bizonyítéka, hogy az istenek elhagyták őket, pedig valójában ők fordultak el az istenektől. Ezzel el is érkeztünk a Dárdaháborúhoz, melynek kezdetén az ősi istenek alig többek legendánál. Ahogy egy új háború kezd kialakulni, barátok egy csoportja találkozik egy barbár párral, akiknek egyike egy Kék Kristálypálcát hordoz. Ezek az utazók, akik később a Dárda Hőseiként váltak ismertté, egy olyan utazásba kezdenek, amelynek során felfedik az istenek távozásának igazi okát, tanúi lesznek a sárkányok visszatértének, és a legendás fegyverek, a sárkánydárdák újjákovácsolásának. A hősök végül legyőzik a Sötétség Királynőjét, ezzel véget vetve a Dárdaháborúnak.
Néhány évvel később, a Dragonlance Legendák trilógiában a Dárdaháború alatt óriási hatalomra szert tevő mágus, Raistlin Majere kísérletet tesz arra, hogy istenné váljon. A terve magával rántja testvérét, Caramon Majere-t, Crysanniát, a papnőt és Tasslehoff Fúrólábat, a surranót. Az utolsó másodpercig kitart terve mellett, de ekkor testvére felfedi előtte a jövőt, és Raistlin rájön, hogy győzne ugyan, de egy kopár, halott világ felett uralkodna. Azzal a tudattal vigasztalva magát, hogy elég erőt gyűjtött ahhoz, hogy akár az isteneket is legyőzze, Raistlin feláldozza magát, hogy jóvátegye bűneit, és időt adjon Caramonnak és Crysanniának, hogy visszameneküljenek az Abbysból a saját világukba. Ezután Raistlin örökké az Abyssban, a Sötét Királynő kezei közt sínylődik.
A negyedik, az alkotók által lezárásnak szánt kötet 25 évvel a Dárdaháború után játszódik. Takhisis újra megpróbálja leigázni Ansolont, azonban az Irdák feltörik a Szürkekövet, kiszabadítva így börtönéből Chaos-t, minden istenek atyját. Krynn-re történetének talán utolsó, legforróbb nyara vár, ha nem sikerül megállítani a bosszút forraló istent.
Margaret weis és 
Az Ötödkor (az emberek kora)
A történet mégsem fejeződött be. A híres szerzőpáros néhány évtizeddel később, a már jól ismert karaktereket lassan eltemetve és örököseikkel folytatva a történetet újabb bonyodalmakat állítanak főhőseik elé. Minden probléma megoldója, vagy inkább okozója az istenek távozta után feltűnő „Egy Isten". Később kiderül, hogy ez az isten nem más mint Takhisis. Egy Mina nevű rejtélyes árva lányt használ fel céljai megvalósítására. Mina további életéről Margaret Weis Borostyán című trilógiából tuddhatunk meg többet.
Weis és Hickman utolsó trilógiája a Sorsok. Ez a történet Rózsatövis Destináról szól, aki az időutazó szerkezet segítségével meg akarja menteni a Dárdaháborúban elhunyt apját. Útnak indul, hogy megtalálja a rég elveszett Szürkekövet, amibe Reorx isten Káoszt, a legfőbb istent zárta. Az alakváltás melltűjével surranóvá változik, hogy Tasslehoff Fúrólábtól megszerezhesse az időutazó ezközt. Tass-sal Phalanthasba megy, hogy Astinustól ellopják az Ezközt. De egy surranó visszavétele a múltba borzalmas következményekkel jár...

## Eddig magyarul megjelent Dragonlance könyvek

### Krónikák
- Margaret Weis–Tracy Hickman: Dragonlance krónikák, 1-4.; versek Michael Williams; Hibiszkusz, Bp., 1992; Szukits, Szeged, 1998
  - 1. Az őszi alkony sárkányai; ford. Füssi-Nagy Géza, versford. Hárs Ernő; 1992
  - 2. A téli éj sárkányai; ford. Füssi-Nagy Géza, versford. Hárs Ernő; 1992
  - 3. A tavaszi hajnal sárkányai; ford. Füsi-Nagy Géza, versford. Hárs Ernő; 1992
  - 4. A nyári tűz sárkányai; ford. Csák Olivér, Szűcs Gábor, Szekeres Kata; Szukits, Szeged, 1998
- Margaret Weis–Tracy Hickman: Raistlin lánya; ford. Szabó Mariann, versford. Pollák Tamás; Szukits, Szeged, 2001
  - (Új nemzedék címen is)
- Margaret Weis–Tracy Hickman: Új nemzedék; ford. Zarándy Beáta; Delta Vision, Bp., 2006
  - (Raistlin lánya címen is)

### Legendák
6. Margaret Weis & Tracy Hickman: Az ikrek ideje, két kötetben: 1.A múlt és jövő ura 2.találkozás
7. Margaret Weis & Tracy Hickman: Az ikrek háborúja, két kötetben: 3.ikrek hatalma 4.háború
8. Margaret Weis & Tracy Hickman: Az ikrek próbája, két kötetben:5.pusztulás 6.ikrek próbája

### A lelkek háborúja
9. Margaret Weis & Tracy Hickman: A hanyatló nap sárkányai
10. Margaret Weis & Tracy Hickman: Az elveszett csillag sárkányai
11. Margaret Weis & Tracy Hickman: A lenyugvó hold sárkányai

### Találkozások
12. Mark Anthony & Ellen Porath: Rokon lelkek
13. Mary Kirchoff & Steve Winter: Kalandvágy
14. Tina Daniell: Sötét szív
15. Michael Williams: Kódex és törvény

### Raistlin krónikák
16. Margaret Weis: Lélekkovács
17. Margaret Weis & Don Perrin: Háború és testvériség

### Papkirály-trilógia
18. Chris Pierson: Az istenek kiválasztottja
19. Chris Pierson: Isten kalapácsa
20. Chris Pierson: Szent tűz

### Harcosok sorozat
21. Roland Green: A korona lovagjai
22. Tina Daniell: Maqesta Kar-Thon
23. Roland Green: A kard lovagjai
24. Don Perrin: Vasverő Theros
25. Roland Green: A rózsa lovagjai
26. Edo van Belkom: Lord Soth
27. Roland Green: Önfejű lovagok

### Hősök sorozat
28. Richard A. Knaak: Huma legendája
29. Nancy Varian Berberick: Viharpenge
30. Michael Williams: Menyét szerencséje
31. Richard A. Knaak: Kaz, a minotaurusz
32. Dan Parkinson: Thorbardin kapui
33. Michael Williams: Galen, a lovag

### Káoszháború ciklus
34. Margaret Weis & Don Perrin: Halálbrigád
35. Douglas Niles: Az utolsó nemes
36. Linda P. Baker & Nancy Varian Berberick: Az égi éj könnyei
37. Douglas Niles: A bábkirály
38. Richard A. Knaak: A vértenger kalózai
39. Fergus Ryan: A Ráseránts-hegy ostroma
40. Don Perrin & Margaret Weis: Az utolsó erőd (Kang serege)

### Sötét tanítvány
41. Margaret Weis: Borostyán és hamvak
42. Margaret Weis: Borostyán és vas
43. Margaret Weis: Borostyán és vér

### Elveszett krónikák
44. Margaret Weis & Tracy Hickman: A törpetárnák sárkányai
45. Margaret Weis & Tracy Hickman: A sötét égbolt sárkányai
46. Margaret Weis & Tracy Hickman: Az aranyszemű mágus sárkányai

### Ogre Titánok
47. Richard A. Knaak: A Fekete Karom
48. Richard A. Knaak: Tűzrózsa
49. Richard A. Knaak: Vízköpők ura

## A könyvek történet szerinti időbeli sorrendje
- Chronological Product List